# Pitchfaktor
Der Pitchfaktor oder Pitch {\displaystyle P} ist ein dimensionsloser Aufnahmeparameter in der Spiral-Computertomographie und beschreibt das Verhältnis von Tischvorschub zu Strahlkollimierung.
Nach IEC-Norm 60601 von 1999 errechnet er sich wie folgt:
{\displaystyle P={\frac {d}{k}}={\frac {d}{M\cdot S}}}
mit
- Tischvorschub {\displaystyle d} pro 360° Röhrenumlauf
- Strahlkollimierung {\displaystyle k}
  - Zahl {\displaystyle M} der gleichzeitig erfassten Detektorzeilen (Strahlkollimierung)
  - gewählte Schichtdicke {\displaystyle S}.

Beispiel: Bei einem fiktiven 16-Zeilen-CT sei ein Tischvorschub von 32 mm pro Röhrenumlauf gewählt. Die gewählte Schichtdicke sei 1 mm. Dann errechnet sich der Pitchfaktor zu 32 mm / (16 * 1 mm) = 2.
Bei einigen CTs sind die inneren Detektorzeilen höher auflösend als die äußeren, und Detektorzeilen können  gruppiert werden. Wird also im genannten Beispiel die Schichtdicke statt auf 1 mm auf 0,5 mm eingestellt, so verkleinert sich die Strahlkollimierung von 16 mm auf 8 mm, und bei gleichem Tischvorschub verdoppelt sich der resultierende Pitchfaktor.
Der Pitchfaktor beeinflusst die Strahlenexposition des Patienten und die Bildgüte:
- je höher der Pitchfaktor, desto geringer die Strahlenbelastung bei gleicher Röhrenspannung und -strom
- aber auch: je höher der Pitchfaktor, desto geringer die Bildqualität.

Da die Umlaufgeschwindigkeit der Röhre begrenzt ist (hersteller- und modellabhängig auf minimal ca. 0,3 Sekunden für einen vollen Umlauf), ist für die Wahl des Pitchfaktors oft die Atemanhaltezeit ausschlaggebend, die dem Patienten maximal zumutet werden kann. Auch die maximal mögliche Strahldauer der Röhre ist begrenzt; dies kann dazu führen, dass ein bestimmtes Untersuchungsprotokoll nur mit einem hohen Pitch gefahren werden kann.
Üblich sind Pitchfaktoren zwischen 0,5 und 2.  Werte kleiner 1 werden für hochauflösende Aufnahmen verwendet. Werte größer 2 dürfen nicht eingestellt werden, da das Untersuchungsobjekt andernfalls lückenhaft abgetastet würde:
{\displaystyle P\leq 2}
die Steuersoftware des CT bietet daher die Anwahl von Pitchfaktoren größer 2 nicht an.

## Quelle
Kalender W. A.: Computertomographie. Grundlagen, Gerätetechnologie, Bildqualität, Anwendungen Mit Mehrschicht-Spiral-CT.  Publicis MCD Werbeagentur München 2000; ISBN 3-89578-082-0